# Kalkkrimmerlav
Kalkkrimmerlav (Rinodina calcarea) är en lavart som först beskrevs av Johann Franz Xaver Arnold, och fick sitt nu gällande namn av Johann Franz Xaver Arnold. Kalkkrimmerlav ingår i släktet Rinodina och familjen Physciaceae.  Arten är reproducerande i Sverige. Inga underarter finns listade i Catalogue of Life.